# Římskokatolická farnost Měnín
Římskokatolická farnost Měnín je územní společenství římských katolíků s farním kostelem svaté Markéty Měnín v děkanství šlapanickém.

## Historie farnosti
Farní kostel svaté Markéty má gotický presbytář ze 14. století, barokně byl přestavěn na konci 18. století.

## Duchovní správci
Farnost je spravována excurrendo z farnosti Blučina. Administrátorem excurrendo byl od 1. srpna 2008 Hynek Šmerda, od 1. ledna 2020 jím je Jaroslav Trávníček.

## Bohoslužby
| Kostel      | Místo | Bohoslužba (den) | Hodina                                                   | Poznámka     |
| ----------- | ----- | ---------------- | -------------------------------------------------------- | ------------ |
| sv. Markéty | Měnín | neděle čtvrtek   | 9.00 17.30 (od října do června)/18.30 (červenec až září) | farní kostel |

## Aktivity ve farnosti
Dnem vzájemných modliteb farností za bohoslovce a bohoslovců za farnosti brněnské diecéze je 21. únor. Adorační den připadá na nejbližší neděli po 24. září.
Ve farnosti se pravidelně pořádá tříkrálová sbírka. V roce 2015 se při ní vybralo 46 453 korun.